# Valdostana pezzata nera

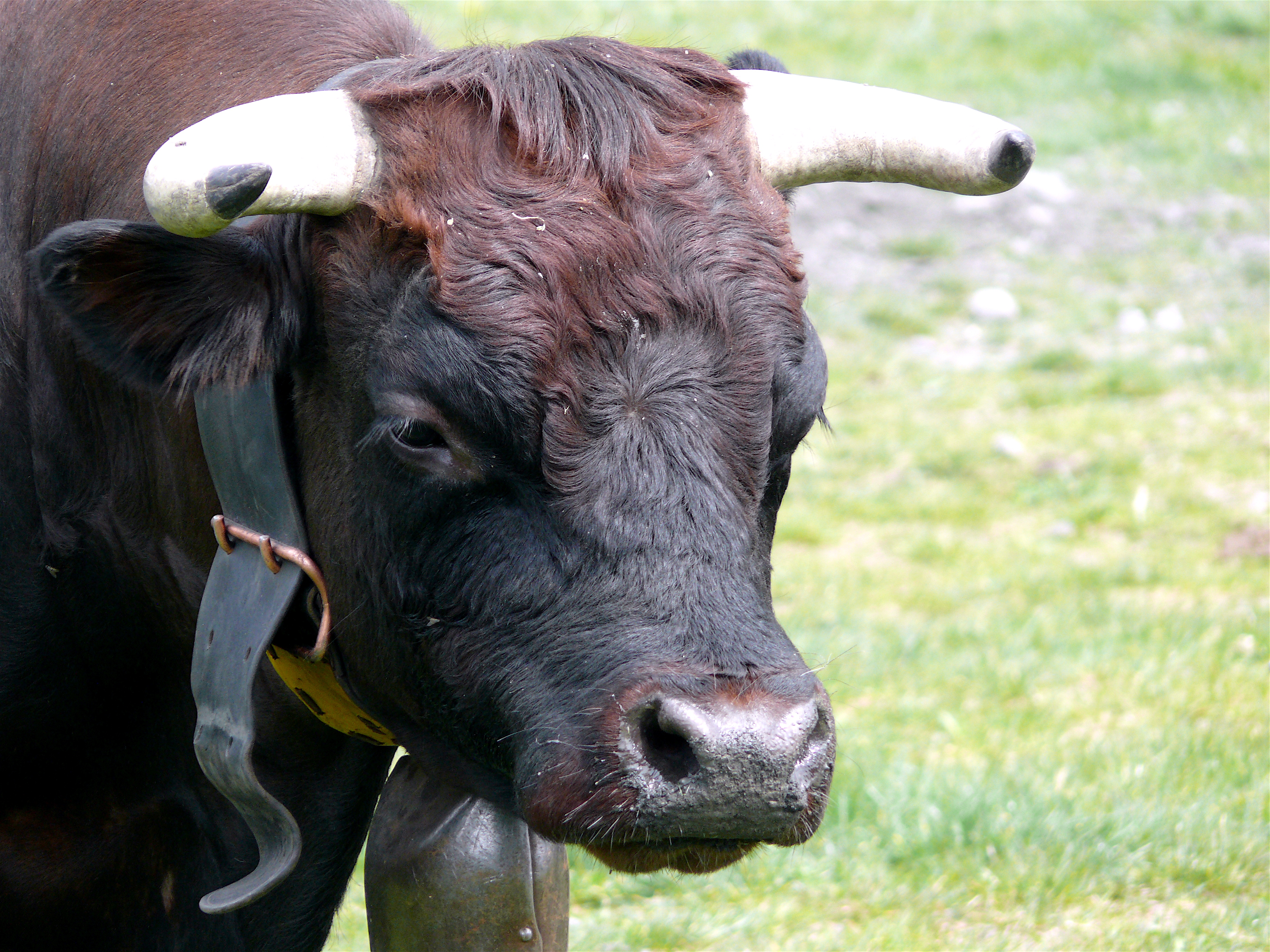
Primo piano a una vacca valdostana pezzata nera durante un combattimento della Bataille de reines

La Valdostana pezzata nera - in francese, Valdostaine pie noire - è una razza bovina italiana.

## Origine
La Valdostana Pezzata Nera, assieme alla Hérens allevata in Svizzera (da cui probabilmente deriva), costituisce il gruppo bovino autoctono che ha popolato originariamente l'arco alpino.

## Morfologia
Il mantello è pezzato di nero ed esente da peli rossi. La testa e il musello sono neri spesso con una stella bianca in fronte.
Di taglia media, il peso è mediamente di 700-750 kg per i maschi e 450-800 kg per le femmine.

## Attitudini
Questa razza è classificata con tendenza mista latte. Produce un ricco contenuto di proteine del latte ed è molto apprezzata nel settore delle carni. Queste sono le mucche efficaci nelle loro zone di origine in climi avversi, dove vengono sfruttate nel sistema di alpeggio con la piena estate all'aperto sulle Alpi.